# Softex
Athenian Papermills Softex, bekannt unter dem Markennamen Softex, ist ein Hersteller von Papier und Toilettenartikeln. Die einstmals unabhängige Firma aus Athen gehört heute zur Intertrade Hellas.

## Geschichte
Das Unternehmen wurde 1937 in Athen als Athenian Papermills gegründet und war lange marktführend in Griechenland. Trotzdem war es defizitär und wurde 1984 zusammen mit anderen defizitären Unternehmen teilverstaatlicht. Der Umsatz war bis Ende der 1990er Jahre auf 22 Millionen Euro gefallen, bei 1275 Angestellten. Nach einer gelungenen Sanierung und der Schließung des Werks in Drama mit 200 Beschäftigten wurde die Firma an die Bolton Group verkauft. Der Marktanteil der Marke in Griechenland hat sich bis 2003 auf 19,3 % bis 27,2 % erholt, 50 % des erzeugten Papiers werden zur Weiterverarbeitung an andere Betriebe zumeist im Ausland verkauft. 2016 wurde die Firma an Intertrade Hellas verkauft. 

## Quelle
- To Vima vom 1. Februar 2004 "Softex macht wieder Gewinne" (griechisch)
- Website der Intertrade Hellas.